# Vequintavirus
Vequintavirus (лат.) — род бактериофагов с миовирусной морфологией.

## Этимология названия
Род назван по первому представителю — Escherichia phage rV5.

## Открытие
Бактериофаг V5 был впервые выделен из сточных вод в провинции Онтарио (Канада) для фаготипирования штаммов Escherichia coli O157:H7. Впоследствии вирус успешно использовали для экспериментального лечения телят. После повторного выделения из помёта животных, фаг был исследован методами геномики и протеомики коллективом канадских исследователей. Тот же коллектив авторов под руководством Эндрю Кропински (Andrew M. Kropinski) в 2015 году предложил отнести бактериофаг V5 к новому роду V5virus, одновременно с описанием подсемейства Vequintavirinae. Основаниями для выделения рода с четырьмя представителями были уровень сходства геномных последовательностей в пределах 88-93% и локализация в одной ветви филогенетического древа, построенного на основании аминокислотных последовательностей терминаз. На момент описания представители рода имели 88-91% общих генов, размер геномов варьировал в пределе 137-139 т.п.н. В апреле 2024 года список представителей насчитывал 36 видов.